# Cleora fumosa
Cleora fumosa là một loài bướm đêm trong họ Geometridae.